# Secret Story - Casa dos Segredos
Secret Story - Casa dos Segredos é um reality show da TVI baseado no original francês Secret Story. A primeira edição do programa televisivo estreou no dia 3 de outubro de 2010.

## Sinopse
- Concorrentes estão isolados durante cerca de 90 dias numa casa vigiada por dezenas de câmaras e microfones. Tudo está a descoberto, menos os mistérios por revelar. Cada um deles possui um segredo que poderá ser partilhado com outro concorrente. O objectivo principal é descobrir o maior número de segredos dos outros concorrentes e não deixar que descubram o seu.
- Durante a estadia na casa, os concorrentes são vigiados pela omnipresente "Voz" que é o guia e árbitro do concurso. É a ela que todos devem obedecer desde o início até ao fim.
- Quem vencer, receberá um prémio monetário mais o dinheiro que tiver acumulado na sua conta final. Os restantes finalistas receberão apenas o dinheiro que tiverem no saldo da sua conta.
- Nas primeiras três edições o prémio final para o vencedor foi de 50 000 euros, na 4.ª e 5.ª edição de 30 000, na 6.ª de 20 000 e na 7.ª de 15 000 euros.
- Na 8.ª edição do programa, o prémio final para o vencedor é de 100 000 €.

## A Casa

### Primeira casa (2010–2018)
A primeira Casa dos Segredos foi construída na Venda do Pinheiro, no mesmo local da primeira casa do Big Brother, emitido entre 2000 e 2003. Encontrava-se localizada junto aos estúdios da MediaLuso onde se realizavam as galas de domingo. 
A estrutura da casa seguia o modelo clássico dos reality shows da época, com corredores ocultos para as câmaras, permitindo que a produção filmasse os concorrentes sem ser vista. 
Ao longo do anos, apenas foram feitas pequenas modificações no interior da casa, mantendo-se a estrutura praticamente intacta entre as edições. Contudo, na 6ª edição, em 2016, ocorreu a única alteração significativa à planta da casa: o jardim foi aumentado, marcando a primeira grande mudança desde a sua construção. 
Com a descontinuação do programa em 2018 e com o novas soluções tecnológicas, a casa tornou-se obsoleta. Foi ainda utilizada para o programa Cristina Comvida, até ser demolida em 2022, encerrando mais de 10 anos de produções no local. 

### Segunda casa (2024–presente)
A segunda Casa dos Segredos localiza-se na vila da Malveira. Construída em 2021, foi anunciada como a "nova casa dos reality-shows da TVI", tendo sido utilizada pela primeira vez para o Big Brother 2021. Foi equipada com tecnologia moderna, incluindo câmaras robóticas e outras tecnologias. 
Para o Secret Story 8, a casa passou por várias alterações em relação à sua estrutura desde o Big Brother 2024, ajustando-se às necessidades específicas do Secret Story, mas mantendo uma estrutura bastante semelhante. 

## Edições

### Edições regulares
| Edição         | Estreia                 | Final                  | Dias | Concorrentes | Vencedor           | Prémio (€) | Audiência média (rating %) | Audiência média (em espetadores) |
| -------------- | ----------------------- | ---------------------- | ---- | ------------ | ------------------ | ---------- | -------------------------- | -------------------------------- |
| Secret Story 1 | 3 de outubro de 2010    | 31 de dezembro de 2010 | 90   | 17           | António Queirós    | 50 000     | 14,5%                      | 1 377 500                        |
| Secret Story 2 | 18 de setembro de 2011  | 31 de dezembro de 2011 | 105  | 21           | João Mota          | 50 000     | 13,5%                      | 1 282 500                        |
| Secret Story 3 | 16 de setembro de 2012  | 31 de dezembro de 2012 | 107  | 23           | Rúben Boa Nova     | 50 000     | 17,8%                      | 1 691 000                        |
| Secret Story 4 | 29 de setembro de 2013  | 31 de dezembro de 2013 | 94   | 21           | Luís Nascimento    | 30 000     | 15,7%                      | 1 491 500                        |
| Secret Story 5 | 21 de setembro de 2014  | 31 de dezembro de 2014 | 102  | 22           | Elisabete Moutinho | 30 000     | 14,3%                      | 1 358 500                        |
| Secret Story 6 | 11 de setembro de 2016  | 31 de dezembro de 2016 | 112  | 25           | Helena Isabel      | 20 000     | 11%                        | 1 045 000                        |
| Secret Story 7 | 25 de fevereiro de 2018 | 27 de maio de 2018     | 92   | 17           | Tiago Rufino       | 15 000     | 12,6%                      | 1 197 000                        |
| Secret Story 8 | 15 de setembro de 2024  | 31 de dezembro de 2024 | 108  | 22           | Diogo Alexandre    | 100 000    |                            |                                  |
| Secret Story 9 | setembro de 2025        | 31 de dezembro de 2025 |      |              |                    | 250 000    |                            |                                  |

### Edições especiais
| Edição                               | Estreia                 | Final                   | Dias | Concorrentes | Vencedor        | Prémio (€) | Audiência média (rating %) | Audiência média (em espetadores) |
| ------------------------------------ | ----------------------- | ----------------------- | ---- | ------------ | --------------- | ---------- | -------------------------- | -------------------------------- |
| SS: Desafio Final 1                  | 6 de janeiro de 2013    | 27 de janeiro de 2013   | 22   | 13           | Cátia Palhinha  | 10 000     | 18%                        | 1 710 000                        |
| SS: Desafio Final 2                  | 5 de janeiro de 2014    | 2 de fevereiro de 2014  | 29   | 18           | Érica Silva     | 15 000     | 17,4%                      | 1 653 000                        |
| SS: Desafio Final 3                  | 4 de janeiro de 2015    | 22 de fevereiro de 2015 | 50   | 28           | Sofia Sousa     | 15 000     | 14,3%                      | 1 358 500                        |
| SS: Luta pelo Poder                  | 22 de fevereiro de 2015 | 15 de março de 2015     | 22   | 12           | Bruno Savate    | 7 500      | 13,1%                      | 1 244 500                        |
| SS: Desafio Final 4 - Agora ou Nunca | 8 de janeiro de 2017    | 29 de janeiro de 2017   | 22   | 16           | Carlos Sousa    | 5 100      | 12,2%                      | 1 159 000                        |
| SS: O Reencontro                     | 29 de maio de 2018      | 1 de julho de 2018      | 34   | 11           | Carina Ferreira | 5 000      | 12,4%                      | 1 178 000                        |
| SS: Desafio Final 5                  | 1 de janeiro de 2025    | 16 de março 2025        | 75   | 23           | Inês Morais     | 20 000     |                            |                                  |

## Equipa

### Apresentadores
Na primeira temporada, o programa foi apresentado por Júlia Pinheiro, apoiada por Leonor Poeiras e por Pedro Granger que apresentaram os Diários da Tarde, da Noite e o Extra. 
Com a saída de Júlia Pinheiro para a SIC e de Pedro Granger para a RTP, a apresentadora principal do programa passou a ser Teresa Guilherme, apoiada por Leonor Poeiras que passou a apresentar o Diário (espaço dedicado à Casa dos Segredos onde se faz um resumo do dia na casa e que era transmitido logo a seguir ao Jornal das 8), por Iva Domingues que apresentou o Extra transmitido às 00h00 e por Mónica Jardim que passou a apresentar o Diário da Tarde transmitido por volta das 18h30.
Na terceira temporada, o núcleo de apresentadores voltou a mudar. Iva Domingues e o vencedor da segunda edição, João Mota, ficaram com a apresentação do Diário da Tarde (18h15 até às 18h30) num novo horário. Além de acompanhar o "novato", a apresentadora que integrou a equipa desde a segunda temporada teve a seu cargo, de novo, o Extra da 00h00. No principal bloco, Leonor Poeiras voltou a assegurá-lo, como tinha feito desde a primeira série do programa. Nuno Eiró e Marta  Cardoso continuaram com as suas reportagens e comentários à sexta-feira enquanto as galas foram apresentadas, novamente, por Teresa Guilherme.
Após alguma especulação na imprensa, Teresa Guilherme após 6 anos abandona a apresentação do reality show. Na apresentação à imprensa, a 26 de dezembro de 2017, Manuel Luís Goucha foi confirmado como o apresentador da Casa dos Segredos 7.
Na 7.ª edição foram introduzidos 2 programas dedicados ao reality show : O Pós-Gala apresentado por Olívia Ortiz e o Late Night Secret (substituto do Extra) apresentado por Marta Cardoso e Serginho. 
Com o regresso do reality-show à TVI em 2024, confirma-se através de anúncios promocionais durante a antena do canal que Cristina Ferreira é a apresentadora da 8a edição do programa. 
Nesta edição, os blocos diários do reality show seguem a linha dos reality shows anteriormente transmitidos pela TVI, com o "Última Hora"  a partir das 17h45, o "Diário" a partir das 19h, o "Especial" a partir das 21h30 e o "Extra" a partir das 0h. Ao sábado são transmitidos o "Última Hora" e o "Diário" nos horários referidos e o "Extra Especial" a partir das 23h. Estes programas diários são apresentados por Alice Alves, Maria Botelho Moniz (esta que apresenta ainda os Especiais de sexta feira), Marta Cardoso, Iva Domingues (esta apenas na 8ª edição) e Mafalda de Castro (esta última a partir de janeiro de 2025). 
Para a 5ª edição do Desafio Final, com início a partir de janeiro de 2025, Cláudio Ramos assume o lugar de apresentador das "Galas".
| Júlia Pinheiro      |                   |
| Teresa Guilherme    |                   |
| Manuel Luís Goucha  |                   |
| Cristina Ferreira   |                   |
| Cláudio Ramos       |                   |
|                     | Pós-Gala          |
| Olívia Ortiz        |                   |
|                     | Diário da Tarde   |
| Leonor Poeiras      |                   |
| Mónica Jardim       |                   |
| Iva Domingues       |                   |
| João Mota           |                   |
| Alexandra Lencastre |                   |
| Teresa Guilherme    |                   |
|                     | Diário da Noite   |
| Leonor Poeiras      |                   |
| Pedro Granger       |                   |
|                     | Extra             |
| Pedro Granger       |                   |
| Leonor Poeiras      |                   |
| Iva Domingues       |                   |
| Isabel Silva        |                   |
| Marta Cardoso       |                   |
| Alice Alves         |                   |
|                     | Late Night Secret |
| Marta Cardoso       |                   |
| Serginho            |                   |
|                     | Última Hora       |
| Alice Alves         |                   |
| Iva Domingues       |                   |
| Maria Botelho Moniz |                   |
| Mafalda de Castro   |                   |
|                     | Diário            |
| Maria Botelho Moniz |                   |
| Iva Domingues       |                   |
| Alice Alves         |                   |
| Mafalda de Castro   |                   |
|                     | Especial          |
| Cristina Ferreira   |                   |
| Maria Botelho Moniz |                   |
| Cláudio Ramos       |                   |

Legenda
     - Concorrente na edição
     - Apresentador(a)

### Comentadores
|                        | Edições                       | Edições              | Edições              | Edições              | Edições              | Edições              | Edições              | Edições              | Edições              | Edições              | Edições              | Edições              | Edições              | Edições              | Edições |
| 1                      | 2                             | 3                    | DF1                  | 4                    | DF2                  | 5                    | DF3                  | LpP                  | 6                    | DF4                  | 7                    | OR                   | 8                    | DF5                  |         |
| Extra de sexta-feira   | Extra de sexta-feira          | Extra de sexta-feira | Extra de sexta-feira | Extra de sexta-feira | Extra de sexta-feira | Extra de sexta-feira | Extra de sexta-feira | Extra de sexta-feira | Extra de sexta-feira | Extra de sexta-feira | Extra de sexta-feira | Extra de sexta-feira | Extra de sexta-feira | Extra de sexta-feira |         |
| ---------------------- | ----------------------------- | -------------------- | -------------------- | -------------------- | -------------------- | -------------------- | -------------------- | -------------------- | -------------------- | -------------------- | -------------------- | -------------------- | -------------------- | -------------------- | ------- |
| Marta Cardoso          |                               |                      |                      |                      |                      |                      |                      |                      |                      |                      |                      |                      |                      |                      |         |
| Nuno Eiró              |                               |                      |                      |                      |                      |                      |                      |                      |                      |                      |                      |                      |                      |                      |         |
| Leonor Poeiras         |                               |                      |                      |                      |                      |                      |                      |                      |                      |                      |                      |                      |                      |                      |         |
| Alexandra Lencastre    |                               |                      |                      |                      |                      |                      |                      |                      |                      |                      |                      |                      |                      |                      |         |
| Fanny Rodrigues        |                               |                      |                      |                      |                      |                      |                      |                      |                      |                      |                      |                      |                      |                      |         |
| Flávio Furtado         |                               |                      |                      |                      |                      |                      |                      |                      |                      |                      |                      |                      |                      |                      |         |
| Joaquim Quintino Aires |                               |                      |                      |                      |                      |                      |                      |                      |                      |                      |                      |                      |                      |                      |         |
| Pimpinha Jardim        |                               |                      |                      |                      |                      |                      |                      |                      |                      |                      |                      |                      |                      |                      |         |
| Helena Isabel          |                               |                      |                      |                      |                      |                      |                      |                      |                      |                      |                      |                      |                      |                      |         |
|                        | Extra de Terça/Quarta-feira   |                      |                      |                      |                      |                      |                      |                      |                      |                      |                      |                      |                      |                      |         |
| Ivo Silva              |                               |                      |                      |                      |                      |                      |                      |                      |                      |                      |                      |                      |                      |                      |         |
| Ana Isabel             |                               |                      |                      |                      |                      |                      |                      |                      |                      |                      |                      |                      |                      |                      |         |
| Eliane Tchissola       |                               |                      |                      |                      |                      |                      |                      |                      |                      |                      |                      |                      |                      |                      |         |
| Helena Isabel          |                               |                      |                      |                      |                      |                      |                      |                      |                      |                      |                      |                      |                      |                      |         |
|                        | Late Night Secret (rotativos) |                      |                      |                      |                      |                      |                      |                      |                      |                      |                      |                      |                      |                      |         |
| Helena Isabel          |                               |                      |                      |                      |                      |                      |                      |                      |                      |                      |                      |                      |                      |                      |         |
| Cinha Jardim           |                               |                      |                      |                      |                      |                      |                      |                      |                      |                      |                      |                      |                      |                      |         |
| Flávio Furtado         |                               |                      |                      |                      |                      |                      |                      |                      |                      |                      |                      |                      |                      |                      |         |
| Quintino Aires         |                               |                      |                      |                      |                      |                      |                      |                      |                      |                      |                      |                      |                      |                      |         |
| Yolanda Tati           |                               |                      |                      |                      |                      |                      |                      |                      |                      |                      |                      |                      |                      |                      |         |
| Ana Arrebentinha       |                               |                      |                      |                      |                      |                      |                      |                      |                      |                      |                      |                      |                      |                      |         |
| "Agente Secreto"       |                               |                      |                      |                      |                      |                      |                      |                      |                      |                      |                      |                      |                      |                      |         |
| Alexandre Santos       |                               |                      |                      |                      |                      |                      |                      |                      |                      |                      |                      |                      |                      |                      |         |
| Mónica Sintra          |                               |                      |                      |                      |                      |                      |                      |                      |                      |                      |                      |                      |                      |                      |         |
|                        | Última Hora, Diário e Extra   |                      |                      |                      |                      |                      |                      |                      |                      |                      |                      |                      |                      |                      |         |
| Cinha Jardim           |                               |                      |                      |                      |                      |                      |                      |                      |                      |                      |                      |                      |                      |                      |         |
| Luísa Castel-Branco    |                               |                      |                      |                      |                      |                      |                      |                      |                      |                      |                      |                      |                      |                      |         |
| Flávio Furtado         |                               |                      |                      |                      |                      |                      |                      |                      |                      |                      |                      |                      |                      |                      |         |
| Bruna Gomes            |                               |                      |                      |                      |                      |                      |                      |                      |                      |                      |                      |                      |                      |                      |         |
| Gonçalo Quinaz         |                               |                      |                      |                      |                      |                      |                      |                      |                      |                      |                      |                      |                      |                      |         |
| Inês Simões            |                               |                      |                      |                      |                      |                      |                      |                      |                      |                      |                      |                      |                      |                      |         |
| José Lopes             |                               |                      |                      |                      |                      |                      |                      |                      |                      |                      |                      |                      |                      |                      |         |
| Pedro Crispim          |                               |                      |                      |                      |                      |                      |                      |                      |                      |                      |                      |                      |                      |                      |         |
| Teresa Silva           |                               |                      |                      |                      |                      |                      |                      |                      |                      |                      |                      |                      |                      |                      |         |
| Francisco Monteiro     |                               |                      |                      |                      |                      |                      |                      |                      |                      |                      |                      |                      |                      |                      |         |
| Márcia Soares          |                               |                      |                      |                      |                      |                      |                      |                      |                      |                      |                      |                      |                      |                      |         |
| Diana Lopes            |                               |                      |                      |                      |                      |                      |                      |                      |                      |                      |                      |                      |                      |                      |         |
| Joana Sobral           |                               |                      |                      |                      |                      |                      |                      |                      |                      |                      |                      |                      |                      |                      |         |
| Bernardina Brito       |                               |                      |                      |                      |                      |                      |                      |                      |                      |                      |                      |                      |                      |                      |         |
| Renata Reis            |                               |                      |                      |                      |                      |                      |                      |                      |                      |                      |                      |                      |                      |                      |         |
| João Ricardo           |                               |                      |                      |                      |                      |                      |                      |                      |                      |                      |                      |                      |                      |                      |         |

Legenda
     - Concorrente na edição
     - Comentador fixo
     - Comentador convidado
     - Comentador no início

## Vencedores
| Edição                           | Nome               | Idade de entrada | Origem               | Segredo                                                                                          | % de votos | Prémio    |
| -------------------------------- | ------------------ | ---------------- | -------------------- | ------------------------------------------------------------------------------------------------ | ---------- | --------- |
| 1.ª edição                       | António Queirós    | 28 anos          | Baião                | «Tive um bar de alterne»                                                                         | 43%        | 58 778 €  |
| 2.ª edição                       | João Mota          | 20 anos          | Albufeira            | «Fui vítima de violência doméstica»                                                              | 37%        | 54 900 €  |
| 3.ª edição                       | Rúben Boa Nova     | 22 anos          | Porto                | «Somos um casal verdadeiro» com Tatiana                                                          | 35%        | 54 200 €  |
| Desafio Final 1                  | Cátia Palhinha     | 22 anos          | Portimão             | «Trabalhei num Cabaret» (segredo da 2.ª edição)                                                  | 56%        | 10 000 €  |
| 4.ª Edição                       | Luís Nascimento    | 24 anos          | Elvas                | «Sou irmão de uma figura pública»                                                                | 47%        | 35 185 €  |
| Desafio Final 2                  | Érica Silva        | 24 anos          | Ribeira Brava        | «Mantenho uma lista de todas as pessoas com quem me envolvi sexualmente» (segredo da 4.ª edição) | 58%        | 15 000 €  |
| 5.ª edição                       | Elisabete Moutinho | 23 anos          | Santão               | «Somos um falso casal lésbico» com Daniela                                                       | 31%        | 32 800 €  |
| Desafio Final 3                  | Sofia Sousa        | 24 anos          | Barreiro             | «Temos uma filha em comum» com Tierry (segredo da 4.ª edição)                                    | 44%        | 15 000 €  |
| Luta pelo Poder                  | Bruno Savate       | 29 anos          | Rio Tinto            | «A minha namorada e as minhas duas ex-namoradas estão na Casa» (segredo da 5.ª edição)           | 42%        | 7 500 €   |
| 6.ª edição                       | Helena Isabel      | 29 anos          | Ferreira do Alentejo | «Não consigo atravessar a Ponte 25 de Abril»                                                     | 74%        | 21 000 €  |
| Desafio Final 4 - Agora ou Nunca | Carlos Sousa       | 33 anos          | Maia                 | «Somos um casal falso» (com Daniela S.) (segredo da 2.ª edição)                                  | 66%        | 5 100 €   |
| 7.ª edição                       | Tiago Rufino       | 25 anos          | Lisboa               | «Sou casado (com Luan)»                                                                          | 39%        | 15 000 €  |
| O Reencontro                     | Carina Ferreira    | 27 anos          | Matosinhos           | «Sou a chave do túnel dos Segredos» (segredo da 7.ª edição)                                      | 74%        | 5 000 €   |
| 8.ª edição                       | Diogo Alexandre    | 32 anos          | Sintra               | «Sou mórmon e fiz um voto de castidade»                                                          | 62%        | 100 000 € |
| Desafio Final 5                  | Inês Morais        | 24 anos          | Viseu                |                                                                                                  | 58%        | 20 000 €  |

## Recordes doSecret Story
- Número de edições: 8 edições + 5 mini-edições (Desafio Final) + 1 mini-edição (Luta Pelo Poder) + 1 mini-edição (O Reencontro)
- Vencedores: 7 homens; 6 mulheres
- Finalistas: 65 - 30 homens, 35 mulheres
- Número de concorrentes: 146 concorrentes(Edições Regulares), 244(Edições regulares+Edições Especiais)
- Concorrentes com mais dias na casa: Sofia (SS4/DF3/DF4/OR) – 200 dias
- Concorrente eliminado com menos dias na casa: Bruna (SS2) e João S. (SS4) – aprox. 3 horas
- Concorrente mais velho na sua entrada na casa: Luís M. (SS5) - 45 anos
- Concorrente mais novo na sua entrada na casa: Tracy (SS3) - 18 anos
- Concorrente nunca nomeado: Vera (SS1), Nádia (SS2), Luís (SS4), Tierry (SS4), Célia (SS5)
- Concorrente mais vezes nomeado: Diogo (SS6) - 9 nomeações
- Concorrente que mais vezes sobreviveu a nomeações: Diogo (SS6) - Sobreviveu a 8 nomeações
- Concorrente mais vezes salva: Cristiana (SS5) - 5 vezes imune
- Edição com mais concorrentes: Secret Story: Desafio Final 3 – 28 concorrentes
- Edição com menos concorrentes: Secret Story: O Reencontro - 11 concorrentes
- Edição com mais finalistas: Secret Story: Desafio Final 1, Secret Story: Desafio Final 4 e Secret Story: Desafio Final 5– 6 finalistas
- Edição com menos finalistas: Secret Story 1 e Secret Story 7  - 4 finalistas
- Edição com maior duração: Secret Story 6 – 112 dias
- Edição com menor duração: Secret Story: Desafio Final 1 (2013), Luta pelo Poder (2015) e Desafio Final 4 (2017) - 22 dias
- Edição com mais inscrições no casting: Secret Story 5 - 105 000 inscrições[3]
- Edição com menos inscrições no casting: Secret Story 8 - menos de 5000 inscrições
- Concorrente eliminado com menor percentagem: Cátia (1% para salvar) contra 3 concorrentes (SS7), Bruno (1% para salvar) contra 3 concorrentes (SS7),
- Concorrente eliminado com maior percentagem: Nuno (94%) contra 1 concorrente (SS7)
- Nomeado com menor percentagem de voto: Hugo (1%) contra 11 concorrentes (SS5), Joana (1%) contra 2 concorrentes (DF3), Cátia (1%) contra 3 concorrentes (DF3)
- Expulsões: 16 – Vítor (SS1), Wilson (SS3), Rúben J. (DF2), Vanessa (DF2), Cláudio (DF2 e DF3), João (DF3), Daniela P. (LPP), Miguel (LPP), Vanessa (SS6), Rita (SS6), Claudio C. (SS6), Bruno Esteves (DF4), Nuno (DF4), Andreia (DF4), Rui (DF4)
- Desistências: 10 – Nádia (SS2), Alexandra (DF1 e DF2), Tierry (SS4), Bruno (SS4), Célia (SS5) , Diogo (DF3), Fábio (SS6), David (DF5)
- Vencedor com maior percentagem de votos: Helena (SS6) - 74%, Carina (OR) - 74%
- Vencedor com menor percentagem de votos: Elisabete (SS5) - 31%
- Vencedor com mais nomeações: Elisabete (SS5) - 7 nomeações
- Vencedor com menos nomeações: Luís (SS4), Cátia (DF1), Érica (DF2) e Carlos (DF4) - Sem nomeações
- Finalista com menor percentagem de votos: Daniela P. (DF1) - 2%
- Finalista com mais dinheiro na final: Daniela S. (SS2) - 10 000 €
- Finalista com menos dinheiro na final: Isabela (SS7) - 750 €
- Concorrente com mais dinheiro numa semana: Cristiana (SS5) - Semana 12 - 65 800 €

### Concorrentes com mais participações(Apenas que tenham mais de 150 dias)
| Concorrente        | Número | Edições                       | Dias         | Total    | Outros reality shows                                                                                       |
| ------------------ | ------ | ----------------------------- | ------------ | -------- | --- |
| Sofia Sousa        | 4      | SS4, DF3, DF4, OR             | 94+50+22+ 34 | 200 dias | A Quinta (2015)                                                                                            |
| Érica Silva        | 4      | SS4, DF2, DF3, DF4            | 94+29+36+22  | 181 dias | A Quinta (2015), A Quinta: O Desafio (2016) Super Shore (2016), Love on Top 4 (2017), Love on Top 6 (2017) |
| Cátia Palhinha     | 3      | SS2, DF1, DF3                 | 104+21+48    | 173 dias | Big Brother VIP (2013) O Poder do Amor (2014)                                                              |
| Marco Costa        | 4      | SS2 DF1, DF2 (convidado), DF3 | 104+21+13+29 | 167 dias | — |
| Cristiana Dionísio | 3      | SS5, DF3, DF4                 | 96+50+18     | 164 dias | A Quinta: O Desafio (2016), Like Me (2019)                                                                 |
| Jéssica Maria      | 3      | SS3, DF2, DF3                 | 107+29+21    | 157 dias | A Quinta: O Desafio (2016), Super Shore (2016)                                                             |
| Bruno Savate       | 3      | SS5, LPP, OR                  | 102+21+34    | 157 dias | A Quinta: O Desafio (2016), Love on Top 5 (2017)                                                           |
| Joana Diniz        | 3      | SS4, DF2, DF3                 | 94+15+45     | 154 dias | A Quinta: O Desafio (2016)                                                                                 |
| Fanny Rodrigues    | 3      | SS2, DF1, OR                  | 98+21+34     | 153 dias | A Quinta (2015) Big Brother VIP (2013) Secret Story 10 França (2016)                                       |
| Diogo Marcelino    | 3      | SS4, DF3, OR                  | 94+24+34     | 152 dias | A Quinta: O Desafio (2016)                                                                                 |

## Músicas de genérico
| Edição                          | Cantor                           | Titulo da música                           |
| ------------------------------- | -------------------------------- | ------------------------------------------ |
| 1 e 7                           | Angélico Vieira e Diana Monteiro | "Casa dos Segredos"                        |
| 2                               | Rusty                            | "Bem Vindos à Casa dos Segredos"           |
| 3, 5, 6,DF1, DF3, DF4, LPP e OR | David Carreira                   | "Hey Baby Can You Keep a Secret"           |
| 4 e DF2                         | João Seilá                       | "Qual é o Segredo"                         |
| 8 e DF5                         | Gore.M & BENECH.J                | "I WANNA CHAT (Secret Story Version 2024)" |

## Controvérsias
Este reality show sempre teve muitas situações que deram que falar nas redes sociais e nas revistas cor de rosa, sendo fortemente criticado devido a situações que causaram indignação nos telespectadores e nos próprios concorrentes. Desde manipulação no jogo por parte da produção até agressões entre concorrentes, estas foram algumas situações que mais marcaram o programa:
- Durante a 1.ª edição do programa, Vítor foi expulso do programa por protagonizar um conjunto de atos considerados impróprios no programa, como atirar para o chão um copo que Ana Isabel tinha na mão, arrastando-a de seguida para o quarto. Após mais uma discussão entre os dois namorados, com muitas trocas de acusações, Vítor acabou também por puxar os cabelos a Ana Isabel para a impedir de sair do quarto, depois de ter empurrado Hugo F. contra a parede. Após abandonar a casa, o concorrente pediu desculpas pelos seus atos e alegou não se lembrar do que fizera.[4]
- Durante a 3.ª edição do programa, Wilson Teixeira foi provocado e acabou por agredir Hélio com uma cabeçada, após uma festa oferecida pela produção do programa. Após o incidente, Wilson passou o resto da noite no quarto secreto e acabou por ser expulso no dia seguinte. Dada a grande popularidade de Wilson, na época, a expulsão criou uma grande controvérsia entre os fãs do mesmo, que exigiam a expulsão de Hélio. No entanto, uma vez que Wilson e Hélio estavam nomeados - a produção manteve Hélio nas votações sozinho e este acabou por ser expulso no domingo seguinte.[5]
- Também durante a 3.ª edição, a TVI foi alvo de várias criticas. A não revelação das imagens da agressão de Wilson a Hélio, tanto no Diário da noite, como no Extra, como no site oficial criaram teorias que não tinha ocorrido qualquer agressão. No entanto, essas imagens foram reveladas mais tarde por blogues não oficiais.
- No início de 2013, estreou na TVI uma edição "all stars" da Casa dos Segredos denominada de Desafio Final, juntando assim os concorrentes de todas as edições passadas. No entanto, isso provocou polémica devido aos concorrentes da primeira edição não terem sido convidados. Teresa Guilherme justificou tal decisão por não os conhecer, mas o Diretor da TVI alegou que "Não tem nada que ver com esquecer a herança de Júlia Pinheiro. Nem sequer pensámos nisso. Mas se convidássemos os concorrentes da primeira edição seria um número exagerado de candidatos". Face as criticas,  no decorrer no programa, os concorrentes da Secret Story - Casa dos Segredos (1.ª edição): António, Vera, Ivo e Jade voltaram à casa como convidados da Voz.
- Durante a 4.ª edição do programa, Joana Diniz agrediu fisicamente e verbalmente Luís Nascimento, mas não foi expulsa, nomeada ou retirado o passe para a final, tendo apenas perdido o dinheiro. Estes acontecimentos geraram controvérsia, devido a expulsões anteriores terem sido aplicadas por um puxão de cabelos (SS1) e uma cabeçada (SS3). Na 5.ª edição,  Daniela Duarte foi automaticamente nomeada por ter cuspido no Odin e ter-lhe atirado objetos e referiu o caso da Joana e insinuou manipulação por parte da produção, dizendo que "uns são filhos, outros são enteados".
- Durante a 5.ª edição do programa, o concorrente Pedro Capitão gerou controvérsia quando agrediu verbalmente Elisabete Moutinho, chamando-a de "aborto", "atrasada mental", "cadela" e "cancro". Estas ações foram passadas despercebidas, mas mais à frente Pedro referiu-se a todas as raparigas da casa como "p*tas e vacas". Muita gente se perguntou porque é que o concorrente não foi automaticamente nomeado.
- A final da 5.ª edição do programa gerou controvérsia por vários motivos. O posicionamento de Pedro Capitão (4.º lugar) chocou, não só o público, como também os concorrentes, com a concorrente Liliana a comentar "ficámos todos de boca aberta". De seguida, Bruno Sousa, o apontado preferido de Portugal, chocou todos quando foi revelado que tinha ficado em 3.º lugar. A reação imediata foi negativa e de choque por parte de todos no estúdio e em casa. Para acabar a gala surpreendente, Elisabete Moutinho chocou tudo e todos ao vencer o programa com 31% dos votos, arrecadando 32 800 euros. A vitória de Elisabete foi recebida negativamente pelos colegas, com só Bruno e Vânia a irem dar os parabéns à concorrente, e só Cinthia, Luís M, Ricardo e Odin aplaudiram de pé a vitória de Elisabete. Devido ao choque de Elisabete ter ganho, muita gente acreditou em manipulação, sendo ainda ter sido imprimido nas revistas cor-de-rosa, mas Manuel Luís Goucha desvalorizou essa possibilidade no dia a seguir no programa Você na TV!.
- No Desafio Final 3, gerou-se uma revolta pelos fãs, devido à Voz começar a escolher quem era nomeado e quem salvava, com muitos comentários nas redes sociais a apontarem o dedo à produção pela proteção a Sofia Sousa, a suposta "queridinha da produção".
- As vitórias de António, Luís e Elisabete geraram controvérsia, pois não eram os supostos favoritos dos portugueses.
- As expulsões de Jade, Catarina, Joana, Fábio (SS3), Vanessa, Sandra, Yana, Mara, Fábio (DF2), Vítor, Paulo, Inês, Luís M, Fernando, Liliana, Daniel (SS5), Daniel (DF3), Vânia, Alexandra e Débora geraram confusão pelo público, pois não eram os favoritos para sair.
- Face às baixas audiências registadas pela   Luta pelo Poder, a produção decidiu convidar o eterno rei dos reality-shows José Castelo Branco para entrar como convidado na Casa dos Segredos. No entanto, a visita do mesmo esteve envolta em polémica desde o começo: Flávio Furtado, comentador do programa, atacou a entrada de Castelo Branco em direto no Extra, chamando-lhe de "um triste" e "um coitado". De modo a esclarecer as coisas, Flávio acabou por ir ao Diário da Tarde, onde discutiu em direto com o convidado. Castelo Branco mostrou-se ofendido e humilhado e ameaçou abandonar o confessionário se ouvisse novamente o ex-concorrente do Big Brother VIP.[6]
- Na 3.ª gala do programa, a 8 de março de 2015, Zézé Camarinha entrou na Casa do Segredos, como convidado, de modo a confrontar José Castelo Branco. No entanto, a entrada do ex-concorrente do Big Brother VIP causou o pânico. Quando questionado por Teresa Guilherme sobre o porquê de não cumprimentar Castelo Branco, Zézé exclamou: "Já ando com ele atravessado há anos. Há muito tempo que ando para o apanhar". José Castelo Branco não gostou da hostilidade e respondeu que não falava "com pessoas sem categoria, sem nível, ‘gentuça’". Logo de seguida, Zézé Camarinha dirigiu-se a Castelo Branco e acabou mesmo por o agredir (com um puxão de cabelos), apesar de ter sido agarrado por Bruno Sousa. O público mostrou-se completamente chocado. A Voz não perdeu tempo e exclamou: "Zézé, saia imediatamente da casa", o que provocou palmas do público. Após o acontecimento, Castelo Branco anunciou a sua saída do programa, dizendo que estava farto de ser humilhado pela própria produção (referindo também ao episódio com Flávio Furtado). Teresa Guilherme foi completamente arrasada nas redes sociais, devido à atitude que teve durante o conflito. Alguns dos comentários dirigidos mostravam o choque por parte das pessoas: "Estou mesmo desiludida… Como é que foi capaz?", "Uma vergonha porém alguém como o Zezé dentro da casa, ainda por cima no dia da mulher, para fazer aquilo", "A Teresa está senil e acabada, como se conseguiu rir?", "Deviam puxar-lhe o cabelo a ela".[7] No dia seguinte, Teresa acabou por pedir desculpas em direto a Castelo Branco por se ter rido da situação, "Quero-lhe pedir desculpas aqui publicamente (...) não foi a minha intenção faltar-lhe ao respeito".
- Durante a 3.ª Gala da Casa dos Segredos 6, ocorreu uma troca de palavras entre Teresa Guilherme e uma concorrentes do programa. Tudo começou com uma discussão entre Helena Isabel e Tucha, onde a angola acusou Helena de ser racista e preconceituosa. A ex-concorrente do Big Brother Angola garantiu, em direto, que Helena não lavava as cuecas, e que as deixava no quarto. Helena tentou justificar, dizendo que trouxe 40 pares de cuecas e que não as tem de estar a lavar. Teresa Guilherme mostrou-se surpresa dizendo que não achava a situação normal, e até a Voz foi obrigada a intervir: "Todas as semanas o serviço de lavandaria da voz funciona", provocando palmas no público. Mais tarde, durante a gala, Helena pediu para esclarecer melhor a situação: "Eu vim para a Casa dos Segredos, não vim para a "Casa do Tanque"..." Teresa Guilherme tentou desculpar-se, dizendo que não fazia a menor ideia da existência da lavandaria, e que tudo tinha sido uma brincadeira. Logo de seguida, Helena exclamou: "Acho que foi muito mau, de muito mau gosto. Pode brincar comigo, agora com a minha dignidade, permita-me dizer-lhe que não gostei”. Teresa Guilherme, igual a si própria respondeu com ironia: "Olhe, e eu fico tão preocupada… podemos continuar?", e a emissão foi para intervalo. Após a situação, Teresa Guilherme foi completamente arrasada nas redes sociais. De acordo com alguns meios de comunicação, esta situação deixou Teresa furiosa. Durante o intervalo, a apresentadora deu um murro na mesa, bateu com o copo na mesma e gritou com um elemento da produção.[8] Durante a repetição do programa no canal TVI Reality em outubro de 2019, a gravação do intervalo foi emitida, acidentalmente, revelando o que se passou durante o mesmo.
- Durante a 2.ª Gala do Desafio Final 4, Bruno Sousa entrou na Casa dos Segredos, para participar num jogo que determinaria uma expulsão direta entre dois concorrentes. O desafio criou polémica, uma vez que que o lutador tinha que representar a concorrente Cristiana Dionísio contra o escolhido Bruno Esteves, vencedor do Love on Top 3. Após várias rondas, Bruno Esteves acabou por perder contra Bruno Sousa, o que resultou na sua expulsão direta. Na hora de encarar Teresa Guilherme, no estúdio, Esteves não calou a sua indignação pelo sucedido: "Pensava que vinha para o Desafio Final, mas afinal vim para o circo. Espero nunca mais ter de voltar a entrar num reality show." No dia seguinte, Esteves mostrou-se revoltado no programa Você na TV!, e ainda fez um vídeo a criticar a Endemol Portugal, acusando a produção de ter concorrentes favoritos e também de faltarem produtos de higiene e de alimentação na casa.[9]
- Durante a 3.ª Gala do Desafio Final 4, Diogo Semedo e Pedro Capitão entraram na Casa dos Segredos com uma missão: Teriam de escolher um concorrente para expulsar, sendo que, Andreia Silva e Cristiana Dionísio foram as escolhidas por ambos, respetivamente. No entanto, estas escolhas provocaram controvérsia, pois ambos os concorrente não suportam Sofia Sousa. Na Internet, vários comentários no Facebook e Twitter acusaram a produção de proibir os ex-concorrentes de escolher a "Mãe guerreira", evitando assim que esta ficasse em risco de expulsão. No dia seguinte, Andreia Silva foi convidada do programa Você na TV!,  referiu que se sente injustiçada por sair desta forma do programa: "Para mim, foi uma palhaçada". A ex-concorrente do Love on Top diz mesmo que está «tudo feito», uma vez que tanto Diogo, como Pedro não gostam da Sofia Sousa, mas escolheram-na a ela. Cristina Ferreira desvalorizou o comentário.[10]
- Com o inesperável anúncio do regresso da Casa dos Segredos, houve muitas especulações relativamente ao apresentador da 7.ª edição. Teresa Guilherme envolveu-se em várias polémicas na imprensa, sendo que nomes como José Carlos Malato e João Baião foram alegadamente convidados para apresentar o programa. Por fim, e para espanto de todos, Manuel Luis Goucha é anunciado como substituto de Teresa Guilherme. [11]
- Durante toda a exibição do programa, era possível acompanhar 24h/dia, 7 dias/semana, a vida dos concorrentes naquela que era a casa mais vigiada do país, num canal de televisão. O problema é que a disponibilidade da transmissão era instável, começou desde as edições 1 à 4 com o nome "TVI Direct" um canal exclusivo na MEO, deixando todos os outros operadores "pendurados". Na edição 5, a produção decidiu alargar a distribuição e todas as operadoras tiveram o canal disponível na grelha. Depois que a TVI fechou acordo com a operadora NOS em 2015, surgiu o canal TVI Reality em exclusivo na própria, deixando nas edições 6 e 7 as restantes operadoras nacionais sem o canal. Numa das edições do desafio final deste programa nem canal na televisão houve, o programa era transmitido 24h/dia no site da TVI, por assinatura. Todas estas mudanças na transmissão deixaram os telespectadores indignados, enchendo de reclamações os meios de comunicação da TVI e das operadoras.

## Vida dos ex-concorrentes
Após participarem no programa, grande parte dos ex-concorrentes tornam-se celebridades instantâneas. Durante algum tempo, são requisitados para  fazer presenças em bares, discotecas, centros comerciais, desfiles e programas de televisão e até alguns lançam discos. Alguns ex-concorrentes conseguiram seguir projetos na televisão, como atores, apresentadores, comentadores e repórteres.

### 1.ª edição
- António Queirós venceu a 1.ª edição da Casa dos Segredos. Em 2011, meses após a sua vitória, lançou um CD onde canta as suas músicas favoritas. Esse trabalhou levou o ex-concorrente a vários programas de televisão.
- Vera Ferreira ficou em 3.º lugar na 1.ª edição da Casa dos Segredos. Em 2011, participou no reality show Perdidos na Tribo, ao lado de várias outras celebridades. Em 2012, tornou-se apresentadora no canal MVM, com um programa próprio chamado "Veríssima".[13] No início de 2013, voltou à Casa dos Segredos como convidada da Voz. Em 2014, foi contratada pela RTP1 e apresentou a rubrica "Por Trás de um Grande Jogador Há Sempre uma Mulher" no programa O Mundial Somos Nós.[14] Em 2015, voltou aos reality shows, como concorrente da Casa dos Segredos: Luta pelo Poder, terminando em 3.º lugar.

### 2.ª edição
- João Mota foi o grande vencedor da 2.ª edição da Casa dos Segredos, sendo que a sua grande popularidade lhe permitiu seguir uma carreira como ator e modelo. Meses após sair da casa, em 2012, o algarvio foi um dos atores da de Morangos com Açúcar IX: Férias de Verão. Em setembro do mesmo ano, estreou-se na apresentação do "Diário da tarde" da Casa dos Segredos 3, ao lado de Iva Domingues. Também fez parte da telenovela Água de Mar, em 2014, e fez uma participação em Poderosas, em 2015.[15]

- Cátia Palhinha ficou em 2.º lugar na 2.ª edição e a sua popularidade e personalidade resultaram numa rubrica no programa Não Há Bela sem João, chamada de "O Outro Mundo de Cátia". No ínicio de 2013, voltou à Casa do Segredos e venceu a edição especial Desafio Final 1. No mesmo ano, participou como convidada e concorrente do Big Brother VIP. Em 2014, lançou um disco de música pimba, estreando-se como cantora e fazendo aparições em vários programas de três canais generalistas portugueses. Também em 2014, participou com o seu namorado no reality show da SIC  O Poder do Amor. Em 2015, participou no Desafio Final 3, tornando-se uma das personalidades de reality shows com mais participações.[16]

- Marco Costa ficou em 5.º lugar no Secret Story 2 e, tornou-se num dos mais bem sucedidos ex-concorrentes. Em novembro de 2016, lançou o seu primeiro livro de receitas denominado de "Receitas com Segredo" que, conta com mais de 14 edições. [17] Desde 2017, tornou-se presença semanal da rubrica "Tortas e Travessas" no programa A Tarde é Sua, de Fátima Lopes. Em outubro 2017, abriu o seu próprio negócio: "Receitas com Segredo", onde o seu cartão de visita é a famosa "Torta de Laranja". [18] Em outubro de 2018, lançou o seu segundo livro de receitas "Sem Segredos!", com o prefácio escrito por Fátima Lopes.  [19] Em 2020, foi um dos concorrentes do Dança com as Estrelas. Em 2022, é um dos concorrentes do Big Brother Famosos 2022 - 2ª Edição.

- Fanny Rodrigues ficou em 6.º lugar na 2.ª edição e tornou-se numa das mais conhecidas concorrentes da Casa dos Segredos. No verão de 2012, lançou uma música com Canuco Zumby, chamada de "Vida Loca" que se tornou um êxito de visualizações no YouTube. Em 2013, participa no Desafio Final 1 para além de ser convidada e concorrente do Big Brother VIP. Tornou-se repórter e comentadora da 4.ª edição da Casa dos Segredos, mantendo esse papel até Março de 2015.
 No dia 26 de agosto de 2016, entrou como concorrente, na 10.ª edição da Casa dos Segredos francesa com o segredo "Participei duas vezes no Secret Story". Durante a estadia, anunciou estar grávida, tendo recebido posteriormente e de surpresa na casa, a visita do companheiro português. Acertou num dos segredos dos residentes, apesar de nunca o ter conseguido nas edições portuguesas em que participou. E em 2021 começou a fazer parte da equipa do Somos Portugal

- Daniela Pimenta ficou em 8.º lugar na 2.ª edição e fez sucesso com a música "The gift of life", tendo atuado na gala final do programa. A sua popularidade permitiu a sua participação na 1.ª edição e na edição especial de duetos de A Tua Cara não Me É Estranha. Também em 2012, fez a sua estreia como atriz em Morangos com Açúcar IX: Férias de Verão.[5]

### 4.ª edição
- Débora Picoito ficou em 10.º lugar na 4.ª edição da Casa dos Segredos e essa participação levou a ex-concorrente a protagonizar o seu próprio reality show. O programa estreou em outubro de 2014, no canal +TVI, e chamava-se Débora Pik8. O programa deu a conhecer o dia-a-dia, os seus momentos mais íntimos, as suas aulas de aprendizagem e toda uma série de desafios destinados a fazê-la crescer, quer como pessoa, quer como profissional.[20]

### 5.ª edição
- Liliana Filipa  ficou em 8.º lugar na 5.ª edição da Casa dos Segredos, mas tornou-se na ex-concorrente da Casa dos Segredos mais seguida nas redes sociais. Em 2019, foi distinguida pela revista Forbes Portugal com o 9.º lugar na lista dos maiores influenciadores digitais portuguesas, e 3.º entre as personalidades femininas. No entanto, Liliana garante que "não tem sido fácil devido ao preconceito que existe à volta de ex-concorrentes de reality shows" no meio português, mas que luta contra isso. [21] Esse sucesso permitiu à ex-concorrente lançar, em 2017, a sua própria marca de biquínis e fatos de banho - Liliana Filipa Swimwear, com novas linhas em 2018 e 2019. [22]

## Prémios
Os Troféus TV 7 dias foram criados em 2010.
| Troféus TV 7 Dias | Troféus TV 7 Dias                 | Troféus TV 7 Dias | Troféus TV 7 Dias | Troféus TV 7 Dias |
| Ano               | Categoria                         | Nomeação          | Resultado         |                   |
| ----------------- | --------------------------------- | ----------------- | ----------------- | ----------------- |
| 2010              | Melhor Programa de Entretenimento | Secret Story 1    | Venceu            |                   |
| 2010              | Melhor Apresentadora              | Júlia Pinheiro    | Indicado          |                   |
| 2011              | Melhor Programa de Entretenimento | Secret Story 2    | Venceu            |                   |
| 2011              | Melhor Apresentadora              | Teresa Guilherme  | Venceu            |                   |
| 2012              | Melhor Programa de Entretenimento | Secret Story 3    | Indicado          |                   |
| 2012              | Melhor Apresentadora              | Teresa Guilherme  | Venceu            |                   |
| 2013              | Melhor Programa de Entretenimento | Secret Story 4    | Indicado          |                   |
| 2013              | Melhor Apresentadora              | Teresa Guilherme  | Indicado          |                   |
| 2014              | Melhor Apresentadora              | Teresa Guilherme  | Indicado          |                   |
| 2016              | Melhor Apresentadora              | Teresa Guilherme  | Indicado          |                   |

## Audiências
| Edição | Horário de exibição | Galas | Estreia                 | Estreia     | Estreia | Estreia | Final                   | Final       | Final  | Final  | Audiência média |
| Edição | Horário de exibição | Galas | Data                    | Espetadores | Rating  | Share   | Data                    | Espetadores | Rating | Share  | Rating          |
| ------ | ------------------- | ----- | ----------------------- | ----------- | ------- | ------- | ----------------------- | ----------- | ------ | ------ | --------------- |
| 1      | Domingo às 21h30    | 14    | 3 de outubro de 2010    | 1 434 500   | 15,1 %  | 48,5 %  | 31 de dezembro de 2010  | —           | 18,2%  | 62,7%  | 14,5 %          |
| 2      | Domingo às 21h30    | 16    | 18 de setembro de 2011  | 1 434 500   | 15,1 %  | 45,1 %  | 31 de dezembro de 2011  | —           | 14,3 % | 50,3 % | 13,5 %          |
| 3      | Domingo às 21h30    | 16    | 16 de setembro de 2012  | 1 957 000   | 20,5%   | 50,7 %  | 31 de dezembro de 2012  | 1 814 500   | 19,1 % | 52,0%  | 17,8 %          |
| DF1    | Domingo às 21h30    | 4     | 6 de janeiro de 2013    | 2 071 000   | 21,8 %  | 49,4%   | 27 de janeiro de 2013   | 1 558 000   | 16,4%  | 39,3%  | 18 %            |
| 4      | Domingo às 21h30    | 14    | 29 de setembro de 2013  | 1 710 000   | 18 %    | 39,9 %  | 31 de dezembro de 2013  | 1 691 000   | 17,8 % | 47,5 % | 15,7 %          |
| DF2    | Domingo às 21h30    | 5     | 5 de janeiro de 2014    | 1 966 500   | 20,7 %  | 43,5 %  | 2 de fevereiro de 2014  | 1 472 500   | 15,5 % | 36,6 % | 17,4 %          |
| 5      | Domingo às 21h30    | 15    | 21 de setembro de 2014  | 1 548 500   | 16,3 %  | 38,7 %  | 31 de dezembro de 2014  | 1 510 500   | 15,9 % | 45,1 % | 14,3 %          |
| DF3    | Domingo às 21h30    | 8     | 4 de janeiro de 2015    | 1 672 000   | 17,6 %  | 42,4 %  | 22 de fevereiro de 2015 | 1 596 000   | 16,8 % | 32,2 % | 14,3 %          |
| LPP    | Domingo às 21h30    | 4     | 22 de fevereiro de 2015 | 1 254 000   | 13,2 %  | 37,9 %  | 15 de março de 2015     | 1 216 000   | 12,8 % | 37,9 % | 13,1 %          |
| 6      | Domingo às 21h30    | 17    | 11 de setembro de 2016  | 1 187 500   | 12,5 %  | 29,7 %  | 31 de dezembro de 2016  | 1 149 500   | 12,1 % | 34,8 % | 11 %            |
| DF4    | Domingo às 21h30    | 4     | 8 de janeiro de 2017    | 1 102 000   | 11,6 %  | 31,3 %  | 29 de janeiro de 2017   | 1 263 500   | 13,3 % | 28,7%  | 12,2%           |
| 7      | Domingo às 21h30    | 14    | 25 de fevereiro de 2018 | 1 684 000   | 17,4 %  | 37,6 %  | 27 de maio de 2018      | 1 465 000   | 15,1%  | 33,3%  | 15,1%           |
| OR     | Domingo às 21h30    | 6     | 29 de maio de 2018      | 1 240 000   | 12,8%   | 29,5%   | 1 de julho de 2018      | 1 270 000   | 13,1%  | 30,8%  | 12,4%           |
| 8      | Domingo às 21h30    |       | 15 de setembro de 2024  | 1 030 500   | 10,6%   | 30,1%   | 31 de dezembro de 2024  |             |        |        |                 |

- No dia 27 de janeiro de 2013, antes da última gala do "Desafio Final 1" foi emitida a estreia da telenovela Destinos Cruzados, fazendo assim que a gala final começasse mais tarde, por volta das 22h30.
- No dia 29 de setembro de 2013, a gala de estreia da 4.ª Edição da Casa dos Segredos começou às 22h00, devido às Eleições Autárquicas.
- No dia 2 de fevereiro de 2014, antes da última gala do Desafio Final 2 foi emitida a estreia da telenovela O Beijo do Escorpião, fazendo com que a gala final começasse mais tarde, por volta das 22h30.
- No dia 22 de Fevereiro de 2015 foi emitida a gala final do Desafio Final 3 fazendo assim que a primeira gala do SS: Luta Pelo Poder começasse às 23h
- No dia 15 de Março de 2015 antes da última gala da Luta Pelo Poder foi emitida a estreia da telenovela A Única Mulher, fazendo assim que a gala final começasse mais tarde, por volta das 23h.
- No dia 8 de janeiro de 2017, antes da gala de estreia do Desafio Final - Agora ou Nunca foi emitida a estreia da telenovela Ouro Verde, fazendo com que esta começasse mais tarde, por volta das 22h.

Legenda:

## Vencedores e finalistas
| Edição         | Vencedor(a)        | 2.º lugar          | 3.º lugar          | 4.º lugar         | 5.º lugar       |
| -------------- | ------------------ | ------------------ | ------------------ | ----------------- | --------------- |
| Secret Story 1 | António Queirós    | Ana Isabel Ribeiro | Vera Ferreira      | Ivo Silva         | Andreia Leal    |
| Secret Story 2 | João Mota          | Cátia Palhinha     | Daniela Simões     | João Jesus        | Marco Costa     |
| Secret Story 3 | Rúben Boa Nova     | Mara Spínola       | Jean Mark Thevenau | Cláudio Viana     | Jéssica Gomes   |
| Secret Story 4 | Luís Nascimento    | Sofia Sousa        | Diogo Marcelino    | Érica Silva       | Joana Diniz     |
| Secret Story 5 | Elisabete Moutinho | Agnes Marques      | Bruno Sousa        | Pedro Capitão     | Flávia Vieira   |
| Secret Story 6 | Helena Isabel      | Diogo Semedo       | Carla Silva        | Cláudio Alegre    | Tucha Lourenço  |
| Secret Story 7 | Tiago Rufino       | Joana Fernandes    | Isabela Cardinali  | Luan Tiófilo      | Carina Ferreira |
| Secret Story 8 | Diogo Alexandre    | Gonçalo Coelho     | Renata Reis        | Margarida Barroso | Leo Freire      |

- nome em itálico - não foi finalista

### Edições especiais
| Edição          | Vencedor(a)     | 2.º lugar          | 3.º lugar        | 4.º lugar       | 5.º lugar       | 6.º lugar          |
| --------------- | --------------- | ------------------ | ---------------- | --------------- | --------------- | ------------------ |
| Desafio Final 1 | Cátia Palhinha  | Ricardo Azevedo    | Marco Costa      | Fanny Rodrigues | Carlos Sousa    | Daniela P.         |
| Desafio Final 2 | Érica Silva     | Jéssica Gomes      | Tierry Vilson    | Débora Picoito  | João Sousa      | Fábio e Mara       |
| Desafio Final 3 | Sofia Sousa     | Cristiana Díonisio | Wilson Teixeira  | Carlos Sousa    | Luís Nascimento | Cátia Palhinha     |
| Luta pelo Poder | Bruno Savate    | Tiago Ginga        | Juliana Dias     | Vera Ferreira   | Sandra Costa    | Rúben B. e António |
| Desafio Final 4 | Carlos Sousa    | Sofia Sousa        | Filipe Vilarinho | Gonçalo Quinaz  | Érica Silva     | Eliane Tchissola   |
|                 |                 |                    |                  |                 |                 |                    |
|                 |                 |                    |                  |                 |                 |                    |
| O Reencontro    | Carina Ferreira | Sofia Sousa        | Bruno Savate     | Fanny Rodrigues | Diogo Marcelino | Cristiana Jesus    |
|                 |                 |                    |                  |                 |                 |                    |
|                 |                 |                    |                  |                 |                 |                    |
|                 |                 |                    |                  |                 |                 |                    |
| Desafio Final 5 | Inês Morais     | Miguel Vicente     | Joana Diniz      | Iury Mellany    | Daniela Santos  | Bruno de Carvalho  |

- nome em itálico - não foi finalista